# Bernardino de Sahagún

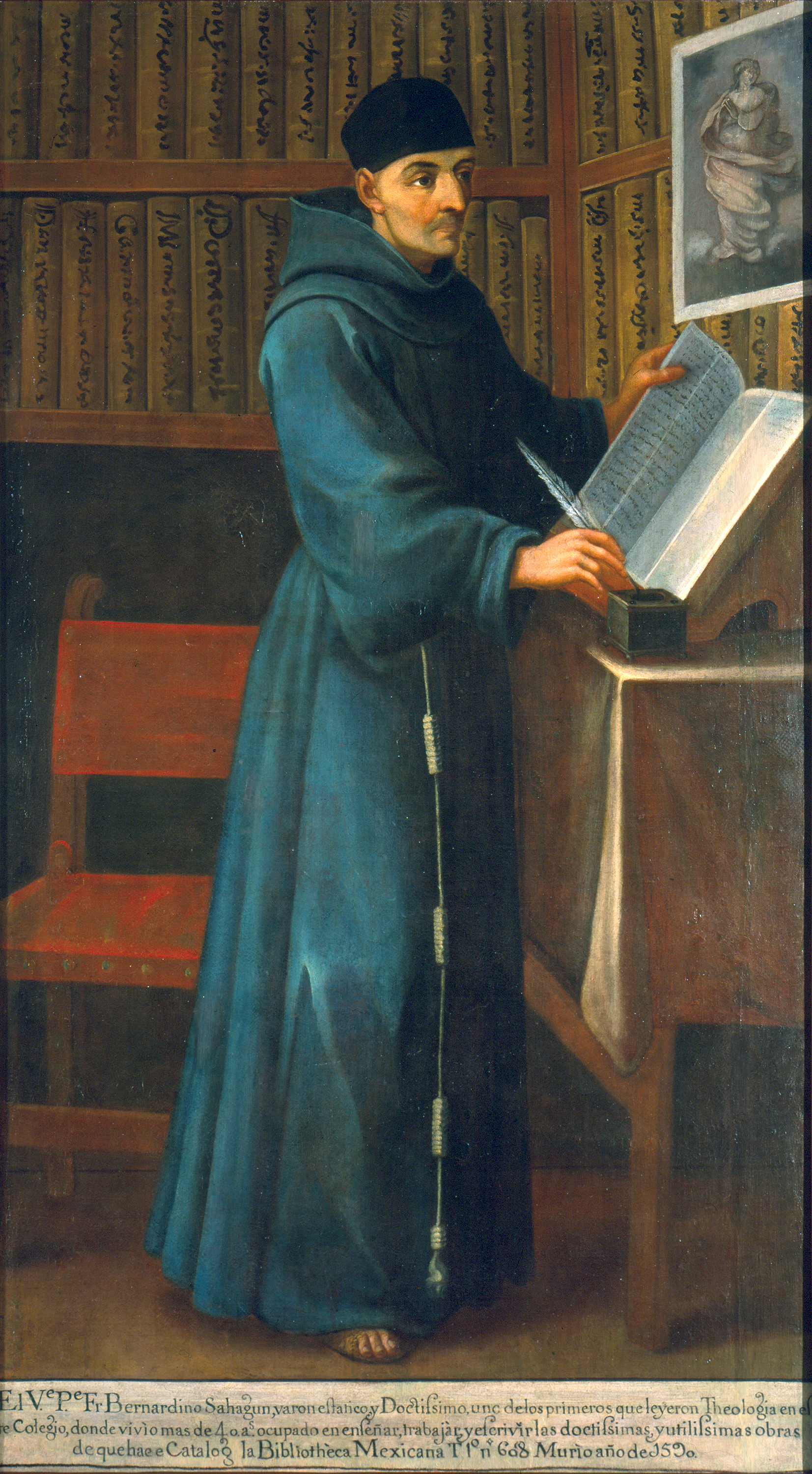
Bernardino de Sahagún

Fray Bernardino de Sahagún (* 1499 oder 1500 in Sahagún, Provinz León, Spanien; † 23. Oktober 1590 in Mexiko-Stadt, Mexiko) war ein spanischer Missionar und Ethnologe. Er ist der Autor des bedeutendsten zeitgenössischen Werkes über das Leben und die Kultur der Azteken.
Sein Werk wurde 2015 von der UNESCO zum Weltdokumentenerbe erklärt.

## Leben und Werke
Als Bernardino Ribeira im Königreich León geboren, studierte er 1512–1514 Theologie in Salamanca und trat dort 1516–1518 in den Franziskanerorden ein. Im Jahr 1524 zum Priester geweiht, wurde er 1529, acht Jahre nach der Eroberung von Tenochtitlán (heute Mexiko-Stadt) durch Cortés, zusammen mit weiteren 19 Mönchen als Missionar nach Mexiko geschickt und lehrte dort seit 1536 an dem soeben gegründeten Franziskanerkolleg Santa Cruz in Tlatelolco. Während er die acht- bis zehnjährigen Schüler – Söhne der christlich getauften, führenden Aztekenfamilien des Landes – in Spanisch und Latein, Religion, Naturwissenschaften und Musik unterwies, lernte er selbst auf zahlreichen Reisen durch das Land eifrig ihre Sprache, das Nahuatl. Schon bald galt er in ganz Mexiko als Experte für aztekische Sprache und Kultur. Um 1540 erhielt er von Fray Toribio de Benavente, gen. „Motolinía“, den Auftrag, eine Enzyklopädie über „alle wichtigen Dinge in Neuspanien“ zu verfassen. Motolinía hatte unter dem Titel Memoriales „Erinnerungsbücher“ vorbereitet und 1541 eine eigene Geschichte Neuspaniens veröffentlicht. Der Provinzial der Kirchenprovinz, der spätere Bischof von Campeche und Yucatán, Fray Francisco Toral, erneuerte den Auftrag, und Sahagún machte sich, seit 1558 im offiziellen Auftrag des Franziskanerordens, ans Werk. Ein Sumario, eine erste Zusammenfassung, schickte er 1570 an den Verwaltungspräsidenten des Consejo de Indias, des Indienrats, Juan de Ovando, im gleichen Jahr noch eine Denkschrift (Breve compendio) über die aztekischen Riten an Papst Pius V. nach Rom.
Zum Leidwesen von Sahagún und Motolinía hatten währenddessen Fray Juan de Zumárraga (1468–1548), der erste Erzbischof von México-Tenochtitlán und zugleich Inquisitor, sowie der Bischof Diego de Landa (1524–1579) alle greifbaren Dokumente und Manuskripte der Maya, die in ihrer eigenen Schrift verfasst waren, verbrennen und die Altäre und Götterbilder zerstören lassen. Höhepunkt der Aktion war Landas Autodafé von Maní im Jahr 1562.
Die spanischen Konquistadoren wie auch Bischof Toral verklagten Landa daraufhin, sich ihre Rechte anzumaßen und die Inquisition zu missbrauchen; Landa reiste zu seiner Verteidigung nach Spanien, wo man ihm den Prozess machte. Er wurde jedoch 1569 nicht nur in allen Punkten freigesprochen, sondern sein Tun noch als milde bestätigt. Nach dem Tod seines Anklägers Toral (1571) wurde er sogar zu dessen Nachfolger im Bischofsamt von Yucatán ernannt (1573–1579), ein Amt, das er bis zu seinem Tod innehatte.

### DieHistoria general
So wurde das zwölfbändige Werk mit dem Titel Historia general de las cosas de Nueva España, zweisprachig verfasst in Spanisch und Nahuatl, 1569 zwar fertiggestellt, angesichts des Widerstandes von Inquisition und Indienrat jedoch nie veröffentlicht, da man fürchtete, die Azteken könnten sich auf ihre Vergangenheit besinnen, und die darin beschriebenen Mythen und Glaubensinhalte, Zeremonien und Gebräuche könnten Nachahmer finden. Hierin hatte Sahagún sich ausgerechnet auf die Schrift eines Experten auf dem Gebiet der Dämonologie und ausgezeichneten Kenners des Nahuátl, des Mönchs Andrés de Olmos, gestützt, der Zumárraga bei seinem Zerstörungswerk zur Hand gegangen war.
Im Jahr 1575 wurden vom Indienrat schließlich alle Schriften in den indigenen Sprachen verboten und Sahagún gezwungen, seine sämtlichen Unterlagen über die aztekische Kultur sowie die Ergebnisse seiner Forschungen abzuliefern; Sahagún setzte sich über dieses Verbot jedoch hinweg und überreichte 1577 eine Kopie der Historia general seinem Förderer Fray Rodrigo de Sequeira, seit 1575 Generalbeauftragter des Ordens in seiner Provinz und später sogar Zensor der Inquisition für ganz Neu-Spanien. Als auch diese Handschrift verschwand, fertigte Sahagún eine dritte Kopie für Sequeira an, die dieser 1580 nach Spanien mitnahm.

#### Arbeitsmethode
Sahagún beschreibt im Prolog zu Buch 2, wie er bei seinen Feldforschungen vorging. Zunächst versammelte er die Ältesten und den Dorfherrn, der meist über gute Kenntnisse des zivilen, militärischen, politischen und religiösen Umfeldes verfügte. Diesem Personenkreis erläuterte er seinen Plan und ließ sich von ihnen erfahrene Informanten benennen, die ihm seine Fragen beantworten konnten. Am nächsten Tag traf er sich mit den zehn bis zwölf genannten Personen, meist älteren Leuten, die er zusammen mit einigen seiner Lateinschüler befragte, die er zuvor in Tlatelolco unterrichtet hatte. Mit diesen Dolmetschern und Informanten, die jeweils zur führenden Schicht des Landes zählten, brachte er tageweise zwei Jahre lang mit Unterhaltungen und systematischen Befragungen zu, die die fremde Welt von oben (Götter, Schöpfung, Mythen) bis unten (Tiere, Pflanzen) abhandelten. Scholastische Akribie, Sprachkenntnisse und Unvoreingenommenheit gegenüber der fremden Kultur vereinigten sich so zu einem Ganzen. Vorbild waren dabei Plinius’ Naturalis historia, Isidor von Sevilla und Aristoteles. In all dieser Arbeit war er somit ein Übersetzer von Schriften aus dem und in das Nahuatl und ein (parteiischer) kultureller Übersetzer.
Nach seinem Umzug nach Tepepulco (1565) überarbeitete Sahagún das Material, korrigierte und erweiterte es; auch die etwa 1.700 Illustrationen (Codex Florentinus) entstanden hier. Wenngleich er das Weltverständnis seiner Informanten in keiner Weise teilte und das Material nur zum Zweck der Missionierung sammelte, so ließ sich Sahagún doch so weit auf die verschwundene und zerstörte Welt der Azteken ein, dass die fremde Kultur in ihrer eigenen Sprache voll zur Geltung kam.

#### Gliederung
- 1. Götter und Göttinnen
- 2. Feste

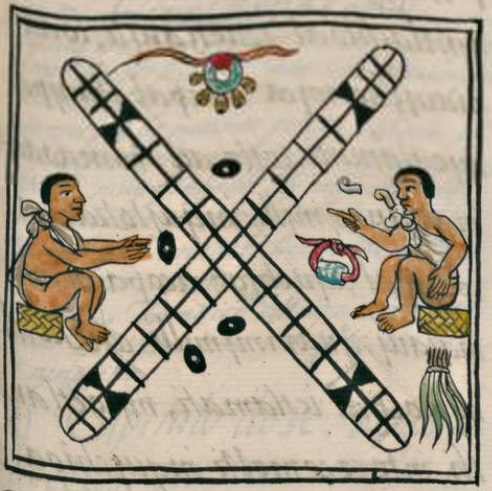
Codex Florentinus: das Patolli-Spiel

- 3. Unsterblichkeit der Seele, Seelenorte
- 4. Astrologische Weissagungen
- 5. Vorzeichen
- 6. Rhetorik und Moralphilosophie
- 7. Naturphilosophie
- 8. Herrscher, ihre Sitten und Art und Weise, den Staat zu regieren
- 9. Kaufleute, Handwerker
- 10. Laster und Tugenden
- 11. Tiere und Pflanzen
- 12. Die Eroberung von Mexiko
- Anhang: Grammatik und Wörterverzeichnis (1569 als Reinschrift angefertigt)

#### Textgeschichte
Die Entstehungsgeschichte des monumentalen Werkes war komplex durch
- a) das Grundprinzip seiner Arbeit, die Befragung alter, in den einzelnen Themengebieten kenntnisreicher Indigener unter Mithilfe von indigenen Zöglingen religiöser Schulen sowie
- b) die verschiedenen Orte seiner Tätigkeit, wo er jeweils andere Informanten zur Verfügung hatte.

Das ursprüngliche Konzept wurde kontinuierlich erweitert und umfasste alle damaligen Wissensgebiete. Entscheidend für das Schicksal des Werkes wurde die kirchliche Politik, umgesetzt durch die staatlichen Autoritäten, alle Texte in indigenen Sprachen wegen des Risikos eines schlechten Einflusses auf die Missionierung zu unterdrücken. Mögliche Quellen für ketzerisches Gedankengut sollten vernichtet werden. Speziell wurden in einer cédula von 1577 alle Werke Sahagúns nach Spanien eingefordert.

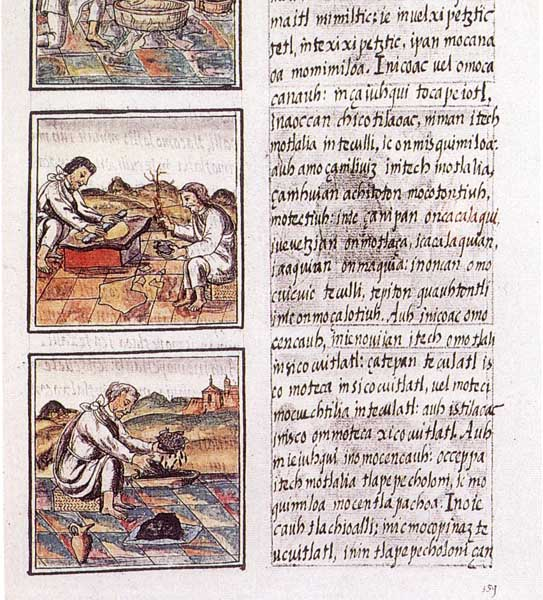
Codex Florentinus, Buch IX, S. 51. 31,8 × 21 cm. Text in latinisiertem Nahuatl

Die Manuskripte waren in religiösen Kreisen bekannt und wurden von Kloster zu Kloster weitergereicht. Eine der drei nach Spanien gesandten Kopien wurde von König Philipp II. 1576 an den Großherzog der Toskana verschenkt; dieser Codex Florentinus gilt als umfangreichste, vollständigste und letzte Handschrift und ist reich bebildert, insbesondere im Bereich der Nahuatl-Sprache. Die Wissenschaft hat sich jedoch lange Zeit auf eine andere Kopie gestützt, die in einem Archiv im Kloster des spanischen Tolosa aufbewahrt wird. Sie wurde erst im Jahr 1800 entdeckt und 1829 in Mexiko, 1831 in London publiziert. Diese Kopie ist eine von Sahagún im Hinblick auf Grammatik und Orthographie überarbeitete Version.
Der Codex Florentinus wurde erstmals 1793 von dem Bibliothekar Angelo Maria Bandini (1726–1803) beschrieben, 1879 erfolgte die erste weitere Erwähnung. Auf dem Amerikanistenkongress in Berlin (1888) berichtete Eduard Seler, er habe das Manuskript durchgesehen, und in seinen postum 1927 erschienenen Übersetzungen befinden sich einige Passagen daraus, der Rest wurde erst nach dem Zweiten Weltkrieg von Leonard Schultze-Jena publiziert. Erst Dibble und Anderson begannen in den USA mit einer Gesamtübersetzung des Werkes aus dem Aztekischen ins Englische.
Die Historia ist ein herausragendes Beispiel für frühe Ethnographie. Sie enthält bebilderte Sagen und Legenden der Azteken (Codex Florentinus), Informationen über die Religion und Mythologie, den aztekischen Kalender sowie Flora und Fauna. Ein Teil davon beschäftigt sich auch mit der Geschichte der Eroberung Mexikos durch Hernán Cortés aus der Sicht der Indigenen.

#### Zitate
Sahagún, Prolog zur Chronik:
- „Der Arzt kann dem Kranken keine Medikamente verordnen, ohne zunächst zu wissen, aufgrund welcher Körpersäfte und Ursachen die Krankheit entstanden ist. … Die Prediger und Beichtväter sind Ärzte der Seelen, um seelische Krankheiten zu heilen. Es ist ratsam, dass sie über praktische Erfahrungen mit den Medikamenten und den seelischen Krankheiten verfügen… Es ist auch nicht angebracht, dass die Geistlichen bei dieser Bekehrung nachlässig werden, mit der Begründung, dass es in diesem Volk keine weiteren Sünden gebe als die Trunksucht, Diebstahl und Sinnenlust, denn es gibt in ihm noch viele andere, schwerere Sünden, die der Abhilfe bedürfen. Die Sünden der Götzenverehrung und abgöttischer Riten, des götzenhaften Aberglaubens, der Vorzeichen, der Missbräuche und götzenverehrender Zeremonien sind noch nicht ganz verschwunden.“
- „Als dieses Werk angefangen wurde, sagten die, die davon wussten, man müsse ein Wörterbuch anfertigen. Sogar jetzt fragen mich viele immer noch danach, wie denn das Wörterbuch vorangehe. ... Diese Grundlage fehlte mir, da es in diesem Volk weder Buchstaben noch eine Schrift gibt; daher war es mir unmöglich, ein Wörterbuch zu erstellen; aber ich habe die Grundlagen dazu erarbeitet.“
- „Die zwölf Bücher sind so angeordnet, dass jedes Blatt drei Spalten enthält: die erste in spanischer, die zweite in mexikanischer Sprache, die dritte die Erklärung der mexikanischen Wörter.“
- „Dieses Buch gleicht einem Schleppnetz, das alle Wörter dieser Sprache mit ihren eigenen und bildlichen Bedeutungen sowie allen Sprechweisen und den größten Teil ihrer alten Bräuche, der guten wie der schlechten, ans Licht des Tages bringt.“
- „Es scheint mir sicher zu sein, dass unser lieber Herrgott zu dieser unserer Zeit, in diesen Ländern und mit diesem Volk der Kirche dasjenige zurückgeben wollte, was ihm der Teufel in England, Deutschland und Frankreich, in Asien und Palästina geraubt hat.“

#### Ausgaben
- Códice Florentino (Florentiner Codex, Codex Florentinus, Tlatelolco 1578–1580?) Náhuatl + Spanisch, zahlreiche farbig ausgeführte Illustrationen. Endfassung.

Original: Biblioteca Medica-Laurenziana, Florenz (Palat. Col. Cod. 218–220)
Faksimile: Gobierno de la República: Códice Florentino. 3 Bände Mexico 1979.
Náhuatl-Text und Übersetzung: Arthur J. O. Anderson, Charles E. Dibble (Übers.): Florentino Codex. 14 Bände. School of American Research, Santa Fe 1950–1982, ISBN 0-87480-082-X [Neuauflagen einzelner Bände mit geändertem Text und Seitenzählung]
Spanischer Text: Angel María Garibay K. (Hrsg.): Historia General de las Cosas de Nueva España. 4 Bände Porrúa, Mexico 1956. Fünfte Ausgabe 1982.

#### Deutsche Ausgaben
- [Bernardino de Sahagún:] Aus der Welt der Azteken. Die Chronik des Fray Bernardino de Sahagún. Mit e. Vorwort von Juan Rulfo. Übs. von Leonhard Schultze-Jena, Eduard Seler und Sabine Dedenbach-Salazar-Sáenz. Ausgew. u. mit e. Nachwort versehen von Claus Litterscheid. 2. Auflage. Frankfurt am Main : Insel 1990. (EA 1989).
- [Bernardino de Sahagún:] Das Herz auf dem Opferstein. Aztekentexte. Aus d. Ursprache übertr. von Eduard Seler. Ausgew. u. mit e. Nachwort versehen von Janheinz Jahn. Kiepenheuer & Witsch, Köln / Berlin  1962.
- [Bernardino de Sahagún:] Einige Kapitel aus dem Geschichtswerk des Fray Bernardino de Sahagun aus dem Aztekischen übersetzt von Eduard Seler. Hgb.v. Caecilie Seler-Sachs in Gem. mit Walter Lehmann u. Walter Krickeberg. Mit Abb. im Text u. auf Taf. Stuttgart: Strecker und Schröder 1927.

### Tod, Charakteristik
Sahagún starb im Alter von 91 Jahren in Tlatelolco, heute ein Stadtteil von Mexiko-Stadt. An seiner Beerdigung nahmen die Orden und Studenten der Stadt ebenso teil wie die Indigenen, die Tränen weinten. Als Jugendlicher wegen seines guten Aussehens und seiner Manieren bekannt, widmete Sahagún sich seinen religiösen Pflichten bis hin zur Ekstase; persönlich bescheiden, höflich und umgänglich, rühmte er sich, in den über sechzig Jahren seiner Tätigkeit als Lehrer nicht einen Tag pausiert zu haben. Er galt als exzellenter Kenner des „Mexikanischen“, des Nahuatl, und verfügte über eine breite Allgemeinbildung. 

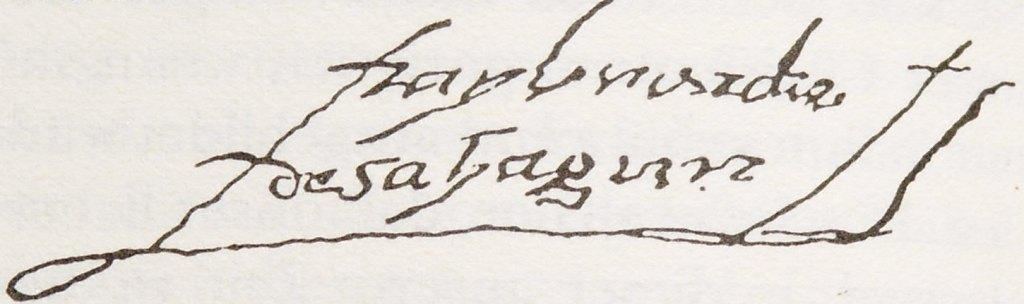
Unterschrift Bernardinos de Sahagún, um 1570

### Weitere Werke

#### Einzelne Schriften
- Primeros Memoriales (Tepeapulco 1559–1561) Náhuatl, Illustrationen

Original: Biblioteca del Palacio Real, Madrid
Faksimile: Primeros Memoriales. University of Oklahoma Press, Norman 1993, ISBN 0-8061-2533-0.
Text und Übersetzung: Primeros Memoriales. übers. v. Thelma D.Sullivan. University of Oklahoma Press, Norman 1997, ISBN 0-8061-2909-3.
- Memoriales complementarios / Segundos Memoriales (Tlatelolco 1561–1562), Náhuatl

Bruchstücke in  Biblioteca del Palacio Real, Madrid
- Memoriales de Tres Columnas (Tlatelolco 1563–1565) Nahuatl + Spanisch

Original: Biblioteca del Palacio Real, Madrid (Kap. 1–2), Academia Real de la Historia, Madrid (Kap. 3–5)
Faksimile: Francisco del Paso y Troncoso: Historia General de las Cosas de Nueva España. Madrid 1905–1907. Band 7 und 8.
Drei Kolumnen mit Text in Náhuatl und Spanisch sowie lexikalischen und grammatischen Erläuterungen, nur teilweise ausgeführt.
- Memoriales con Escolios (Tlatelolco ca. 1565) Náhuatl + Spanisch, Reinschrift von Teilen der Memoriales de Tres Columnas

Original: Biblioteca del Palacio Real, Madrid (Kap. 1–7), Academia Real de la Historia, Madrid (Kap. 8–11)
- Manuscrito de 1569, Náhuatl

verschollen
- Sumario de 1570 (Mexiko-Stadt 20. Mai 1570)  Spanisch (Inhaltsverzeichnis der Endfassung)

Original nach Spanien zum Indienrat gebracht, verschollen
- Breve Compendio de los rytos ydolatricos  … (Mexiko-Stadt 25. Dezember 1570)

Original: Vatikanbibliothek
Text: Livarius Oliger. Breve compendio de los ritos idolátricos … auctore Bernardino de Sahagún. Rom 1942.
Gerichtet an Papst Pius V. mit der Bitte um finanzielle Unterstützung der Fertigstellung
- Manuscrito de Enriques (Tlatelolco 1575–1577), Náhuatl + Spanisch

verschollen
- Memoriales en Español (Mexiko-Stadt, 1569–1571 oder später) Spanisch. Nur Buch 1 und 5 der späteren Fassungen

Original: Biblioteca del Palacio Real, Madrid
Faksimile: Francisco del Paso y Troncoso: Historia General de las Cosas de Nueva España. Madrid 1905–1907. Band 7.
- Manuscrito de Tolosa (Tlatelolco ?, 1577– nach 1580 ?) Spanisch

Academia Real de la Historia, Madrid, Colección Muñoz vol. 50.
Zeitgenössische Kopie des spanischen Textes des Florentiner Codex

#### Religiöse Schriften
- Bibelübersetzungen ins Nahuatl
- Coloquios y doctrina cristiana con que los doce frailes de San Francisco, enviados por el Papa Adriano VI y por el Emperador Carlos V, convirtieron a los indios de la Nueva España  (Spanisch und Nahuatl, Wechselreden zwischen indianischen Adligen und Missionaren über Fragen des christlichen Glaubens, nicht authentisch)

Faksimile, Náhuatl-Text und Kommentar: Miguel León-Portilla. Coloquios y doctrina cristiana: con que los doce frailes de San Francisco, enviados por el papa Adriano VI y por el emperador Carlos V, convirtieron a los indios de la Nueva España. UNAM, Mexico 1986, ISBN 968-83782-3-2.
Ausgaben und deutsche Übersetzung: Bernardino de Sahagún (übers. v. Walter Lehmann, hrsg. v. Gerdt Kutscher): Sterbende Götter und christliche Heilsbotschaft. Wechselreden indianischer Vornehmer und spanischer Glaubensapostel in Mexiko 1524. Quellenwerke zur alten Geschichte Amerikas, Band 3. Kohlhammer, Stuttgart 1949

#### Gebete und Lieder
- Cantares / Psalmodio cristiano (Tepepulco 1564–83) Náhuatl

Veröffentlicht in Mexico 1583
- Manual del Cristiano (1578) Náhuatl

Original: Newberry Library, Ayer Collection Ms. 1484. unveröffentlicht

#### Sprachwissenschaftliche Studien
- Arte (de la lengua mexicana) – (1569, erweiterte Neufassung 1585) – Grammatik des Náhuatl

verschollen
- Vocabulario trilingue (1584 ?) Wörterbuch Náhuatl – Latein — Spanisch

Ähnliches Manuskript: Newberry Library, Ayer Collection (Ms 1478), unveröffentlicht